# Marco Antonio Órdenes Fernández

Wappen

Marco Antonio Órdenes Fernández (* 29. Oktober 1964 in Iquique, Región de Tarapacá, Chile) ist ein chilenischer ehemaliger Geistlicher und ehemaliger Bischof von Iquique.

## Leben
Der Bischof von Iquique, Enrique Troncoso Troncoso, spendete ihm am 14. Dezember 1996 die Priesterweihe.
Papst Benedikt XVI. ernannte ihn am 23. Oktober 2006 zum Bischof von Iquique. Die Bischofsweihe spendete ihm der Erzbischof von Santiago de Chile, Francisco Javier Kardinal Errázuriz Ossa ISch, am 18. November desselben Jahres; Mitkonsekratoren waren Pablo Lizama Riquelme, Erzbischof von Antofagasta, und Francisco Javier Prado Aránguiz SSCC, Bischof von Rancagua. Als Wahlspruch wählte er Amar, Servir y Confiar.
Am 9. Oktober 2012 nahm Benedikt XVI. sein Rücktrittsgesuch an.
Papst Franziskus entließ ihn (und den früheren Erzbischof Francisco Cox) am 13. Oktober 2018 wegen sexuellen Missbrauchs von Minderjährigen aus dem Klerikerstand. In beiden Fällen wurde Artikel 21 Paragraph 2, Nummer 2 der vatikanischen Normen über die Untersuchung und Ahndung schwerwiegenderer kirchenrechtlicher Vergehen (Normae de gravioribus delictis) angewendet, die erstmals mit dem Motu Proprio Sacramentorum sanctitatis tutela aus dem Jahr 2001 erlassen wurden.
Marco Antonio Órdenes gehört zu den sieben chilenischen Bischöfen, gegen die wegen unterschiedlicher Verwicklungen in die Missbrauchsaffäre in der römisch-katholischen Kirche in Chile staatsanwaltliche Ermittlungen geführt werden.